# Municipio de Howards Creek
El municipio de Howards Creek (en inglés: Howards Creek Township) es un municipio ubicado en el  condado de Lincoln en el estado estadounidense de Carolina del Norte. En el año 2010 tenía una población de 8.988 habitantes.

## Geografía
El municipio de Howards Creek se encuentra ubicado en las coordenadas 35°29′15.48″N 81°19′54.3″O / 35.4876333, -81.331750.